# L'anima balla
L'anima balla è un singolo dei cantautore italiano Olly e del produttore discografico italiano Jvli, pubblicato il 25 novembre 2022 come secondo estratto dal primo album in studio collaborativo Gira, il mondo gira.

## Descrizione
Il brano, scritto dallo stesso Federico Olivieri, è prodotto da Julien Boverod, in arte Jvli.

## Promozione
Il brano è stato presentato dallo stesso Olly a Sanremo Giovani 2022 dove è risultato vincitore accedendo di diritto al Festival di Sanremo 2023.

## Video musicale
Il video musicale, diretto da Byron Rosero, è stato pubblicato in concomitanza all'uscita del brano attraverso il canale YouTube di Olly.

## Tracce
Testi di Federico Olivieri, musiche di Julien Boverod.
1. L'anima balla – 2:36